# Rudolf Berenberg
Rudolf Berenberg (nascido em 1680, falecido em 1746) era um comerciante e banqueiro de Hamburgo e membro da família bancária Berenberg. Ele serviu como presidente da Commerz-Deputation de 1728 a 1729 e como senador de Hamburgo desde 1735. Era filho de Cornelius Berenberg e era casado com Anna Elisabeth Amsinck (1690-1748), filha de Paul Amsinck (1649–1706) e Christina Adelheid Capelle (1663-1730). 
Ele era o pai de 
- Rudolf Berenberg (1712-1761), comerciante em Hamburgo
- Cornelius Berenberg (1714-1773), comerciante em Livorno
- Paul Berenberg (1716-1768), senador, co-proprietário do banco Berenberg
- Johann Berenberg (1718–1772), co-proprietário e então único proprietário do Berenberg Bank, casou-se com Anna Maria Lastrop (1723–1761)